# Sifalago Gomo
Sifalago Gomo is een bestuurslaag in het regentschap Nias Selatan van de provincie Noord-Sumatra, Indonesië. Sifalago Gomo telt 937 inwoners (volkstelling 2010).